# ألكسندر كيلنر
ألكسندر كيلنر (بالبرتغالية: Alexander Kellner) هو مدير متحف ‏ وأستاذ جامعي برازيلي، ولد في 26 سبتمبر 1961 في فادوتس في ليختنشتاين.